# Luis Szarán
Luis Szarán (Encarnación, Itapúa; 24 de septiembre de 1953) es un músico, director de orquesta sinfónica, compositor y musicólogo paraguayo.
Se ha presentado dirigiendo organismos sinfónicos y de cámara de América y Europa. Es director titular de la Orquesta Sinfónica de la Ciudad de Asunción (OSCA) y de la Orquesta Philomúsica de Asunción.
Ha estrenado obras de su propia autoría en numerosos festivales internacionales y ha obtenido el Premio Nacional de Música otorgado por primera vez en el Paraguay por el Parlamento Nacional en el año 1997.

## Infancia y juventud
Nació en Encarnación, ciudad del Departamento de Itapúa de Paraguay el 24 de septiembre de 1953.
Estudió música con el maestro José Luis Miranda en Asunción, capital del Paraguay.
En el año 1975 obtuvo una beca para perfeccionar sus estudios, otorgada por el gobierno italiano. Tomó cursos de perfeccionamiento en el Teatro Colón de Buenos Aires, Argentina con el maestro Hans Swarowsky.
En el año 1977 siguió su formación en la Academia Chigiana de Siena y en el Instituto Francesco Canneti de Vicenza.

## Trayectoria
Szarán se ha dedicado también al campo de la investigación musicológica. Los resultados de su trabajo se encuentran publicados en libros y estudios en el Paraguay, Chile, España, Italia y Estados Unidos. Se destacan sus trabajos sobre música indígena y popular del Paraguay y transcripciones de música de las Reducciones Jesuíticas.
Desde el año 1989 ocupa el cargo de director del Área Paraguaya del Diccionario Enciclopédico Español e Hispanoamericano de la Música organizado por la Sociedad General de Autores de España.
Sus composiciones han sido presentadas en festivales internacionales como: Festival de Música Contemporánea de Ouro Preto en Brasil, en los años 1975 y 1978, Encuentros de Compositores de Latinoamérica en Santiago de Chile en 1988 y 1989, en Belo Horizonte, Brasil, en 1989, en Buenos Aires en 1990. 
Su obra Variaciones en Puntas para Quinteto de Vientos fue presentada para el Concierto de Clausura del Festival Internacional de la Juventud de Bayreuth Alemania, con motivo del Centenario de Franz Liszt en 1986, Festival Música Nova São Paulo, entre otros.

## Obras
Sus composiciones más destacadas fueron estrenadas por numerosos grupos orquestales de varios países del mundo. Entre ellas:
- Orquesta Sinfónica de Berlín
- Orquesta Filarmónica Veneziana
- Orquesta Sinfonietta de París
- Orquesta de Cuerdas de la Filarmónica de Torino
- Conjunto de vientos del Festival Internacional de la Juventud de Bayreuth
- Orquesta Nacional de Cámara del Uruguay
- Orquesta del Festival Anacrusa de Santiago de Chile
- Orquesta Pro Música de Montevideo,
- Orquesta Sinfónica de Tucumán

También varios solistas internacionales han interpretado sus obras, como: Eduardo Fernández (guitarra), Götz Bernau (violín), Vihn Pham (violín), Nicholas Ktichen (violín), Daniel Luzko y José Luis Miranda (piano), Mami Sakuda Fiorentini (soprano), Antonio Dourthe (bajo), Eladio Pérez González (barítono).
| Año  | Obras                                                                           |
| 1973 | Preludio Sinfónico                                                              |
| 1973 | Las Musarañas para conjunto de vientos                                          |
| 1975 | Sonata para violín y piano                                                      |
| 1975 | Pequeña Suite para violín y cuerdas                                             |
| 1975 | Trozos para cuerdas                                                             |
| 1976 | Añesú para narrador, coro y orquesta                                            |
| 1978 | Sonata para piano                                                               |
| 1979 | El Río para contralto y conjunto instrumental                                   |
| 1983 | Tríptico Barrettiano para Orquesta de Cámara sobre textos de Rafael Barrett     |
| 1985 | Encarnaciones suite para piano                                                  |
| 1985 | Concertino para guitarra, flauta y cuerdas                                      |
| 1986 | Variaciones en Puntas para quinteto de vientos (Premio Nacional de Música 1997) |
| 1989 | Mbocapú, fanfarria orquestada para orquesta sinfónica                           |
| 1990 | Miniaturas para oboe y piano                                                    |
| 1992 | Meditación por la caída del Muro de Berlín para violín o violoncello y cuerdas  |
| 1992 | La Magdalena para trombón y orquesta sinfónica                                  |
| 1997 | Rastros para flauta y piano                                                     |
| 1998 | Concertino para violín y orquesta sinfónica “Uche Nuni y el Tagua”              |
| 2001 | La Cruz del Sur para soprano, violín, clave y cuerdas                           |
| 2007 | Chaidi: los últimos sonidos para flauta, piano y cuerdas                        |

## Sonidos de la Tierra
Szarán dirige el proyecto Sonidos de la Tierra, un proyecto de cultura musical comunitaria dirigido a niños y jóvenes, creado por el propio Szarán, que a través de la formación de escuelas de música, agrupaciones musicales y asociaciones culturales, posibilita el acceso directo a la educación musical a más de 14 000 participantes de escasos recursos, en 178 comunidades del interior del Paraguay entre ellas Caazapá, que de otra manera no lo podrían hacer.
Este programa, está inspirado en el concepto de “educación por el arte”; se inició en el año 2002 con el apoyo de la Fundación AVINA, ampliando su cobertura por medio de alianzas con otras organizaciones como Plan Internacional, Missions Prokur Nürnberg S.J. (Alemania) y el apoyo público y privado de instituciones como: Parlamento Nacional, FONDEC, ITAIPU Binacional, Sociedad Filarmónica de Asunción, Embajadas de Alemania, EUA, Francia e Italia, Partners of the Americas (Capítulo Paraguay-Kansas), Dirección de Cultura de la Municipalidad de Asunción y otras. Más de 100 empresas, municipios, gobernaciones y auspiciantes conforman la lista de patrocinadores en las comunidades beneficiadas.
En el año 2005, Szarán fue galardonado con el SKOLL AWARD FOR SOCIAL ENTREPRENEURSHIP, otorgado por la Fundación Skoll (USA), premio cuyo fondo, posibilitó la proyección hacia sectores más sensibles de la sociedad. Ese mismo año Sonidos de la Tierra se integra como un programa de la Fundación Tierranuestra.
En el año 2014, Szarán recibió el premio EMPRENDEDOR SOCIAL DEL AÑO 2014 de la Fundación Schwab, que lo convierte en miembro del Foro Económico Mundial, perteneciendo a la red más importante de emprendedores sociales del mundo y estando en contacto con los líderes más poderosos del planeta.

## Distinciones
Recibió numerosas distinciones y reconocimientos.
| Año  | Obras |
| 1974 | Condecorado por el gobierno de Italia en el grado Caballero Oficial de la República Italiana[2] |
| 1975 | Joven Sobresaliente por la Cámara Junior de Asunción, Paraguay Galardón Los 12 del Año, en cuatro oportunidades, por Radio Primero de Marzo, Paraguay |
| 1987 | Honor al Mérito Cultural por el Rotary Club de Encarnación. Paraguay. La Alianza Francesa de Asunción fundó la Primera Biblioteca de Música del Paraguay que lleva su nombre. Reconocimiento de la Sociedad Filarmónica de Asunción. Paraguay |
| 1992 | Reconocimiento anual de la Asociación Amigos del Arte. Paraguay |
| 1993 | Mejor director por Radio Curupayty. Paraguay |
| 1994 | Recibió la condecoración “Caballero Oficial de la República Italiana” otorgada por el gobierno italiano por sus investigaciones y proyección internacional de la vida y obra de Domenico Zipoli, músico de las Reducciones Jesuíticas del Paraguay |
| 1995 | Medalla de Plata Reconocimiento a la eficiencia profesional por la Municipalidad de Asunción. Paraguay |
| 1996 | Seleccionado entre los 8 paraguayos más exitosos junto a Augusto Roa Bastos, José Luis Chilavert y otros. Banco Nacional de Trabajadores. Paraguay |
| 1997 | Galardonado con el Premio Nacional de Música otorgado por primera vez en el Paraguay por el Parlamento Nacional Paraguayo. |
| 2000 | Recibió en Roma la distinción “Premio Internacional a la Cultura” por International Lions Club Prato Datini de Italia. |
| 2001 | Recibió la Medalla Unesco “Orbis Guaraniticus” |
| 2002 | Fue el primer compositor latinoamericano y quinto en el mundo en recibir la “Medalla Vivaldi” otorgada por el Festival Internacional de Venecia y la Medalla “Franz Xaver” por la Procuraduría Jesuítica de Alemania en reconocimiento a su tarea de rescate y difusión de la cultura musical de las reducciones jesuíticas de América del Sur. Reconocido como “Ciudadano Honorario de la Ciudad de Yuty”, “ciudadano honorario” de la ciudad de Caaguazú, “Hijo Dilecto de la Ciudad de Encarnación” e “Hijo Ilustre de la Ciudad de Asunción”. Es “ciudadano honorario” de la ciudad de Limaña (región del Véneto, Italia). Ostenta la Orden Nacional del Mérito en el grado de Comendador de la República del Paraguay y la Orden Nacional de las Artes y las Letras del Ministerio de Cultura de Francia. |
| 2004 | Reconocido como académico de número de la Academia Paraguaya de la Historia. |
| 2005 | Fue galardonado con el Premio Internacional de la Skoll Foundation de California (USA) en su carácter de emprendedor social y fue distinguido con el nombramiento de Miembro correspondiente de la Real Academia Española de la Historia. |

## Vida personal
Szarán es padre de cinco hijos: Raúl Szarán (26 de diciembre de 1975), Lucas Szarán (24 de enero de 1996), Ian Szarán (6 de agosto de 1999), Enzo Szarán (3 de octubre de 2003) y María de la Paz Szarán (2013). Así también es abuelo de Andrea Szarán (5 de febrero de 1994), Octavio Szarán (25 de noviembre de 1996), Florencia Szarán (2 de julio de 2007), Chantall Szarán (8 de enero de 2016) y Stefano Szarán (20 de febrero de 2018) hijos del mayor Raúl Szarán. 